# Argyripa anomala
Argyripa anomala är en skalbaggsart som beskrevs av Bates 1869. Argyripa anomala ingår i släktet Argyripa och familjen Cetoniidae. Inga underarter finns listade.